# Pleše
Pleše település Csehországban, a Jindřichův Hradec-i járásban. Pleše Kardašova Řečice, Záhoří, Višňová, Újezdec és Drahov településekkel határos. Lakosainak száma 177 fő (2024. január 1.).

## Népesség
A település lakosságának változását az alábbi diagram mutatja:
| Lakosok száma | 485  | 468  | 489  | 309  | 236  | 178  | 181  | 184  | 182  | 177  |
|               | 1869 | 1890 | 1921 | 1950 | 1980 | 2001 | 2017 | 2019 | 2022 | 2024 |